# Hámor Vilmos
Hámor Vilmos (Győr, 1949. október. 6. –) író.

## Élete
Édesanyja könyvkötő, édesapja fodrász volt. Ő maga is nyomdász lett. 1985-ben jelent meg az általa szerkesztett Mosonmagyaróvári helytörténeti füzetek. 1989–1990-ben a mosonmagyaróvári városi tanács lapjának (Mosonmagyaróvár) felelős szerkesztőjeként tevékenykedett.

## Művei
- Az előadásnak vége (novellák, 1990)
- Gyula, Gyula, Hajszán Gyula (A győri ETO aranycsapatán át a magyar válogatottba vezető életút krónikája, 1997)
- Bumeráng (kisregények Ámon László grafikáival, magánkiadás, 2002)
- Szanálás (Emberi szíveket megérintő 80 kispróza, szerzői kiadás, 2004)
- Porcelánmosoly (A Szanálás folytatása..., 2006)
- Szerinted? (Válogatott interjúk három évtizedből, szerzői kiadás, 2007)
- Bolhapiac (Elbeszélések, novellák, tárcák és..., 2007)
- Mosolyszüret (Vidám, gondűző, bút feledtető, elgondolkodtató és szíveket megérintő történetek Hámor Vilmos gyűjtéséből,  szerzői kiadás, 2008)
- Pepitatestű Gombóc kalandjai (Napközben is olvasható esti mese Ámon László rajzaival, szerzői kiadás, 2009)
- Mosolyszüret 2 (Vidám, bút feledtető, gondűző, elgondolkodtató, szíveket megérintő történetek és morzsákok, szerzői kiadás, 2010)
- Mosolyszüret 3 (Vidám, bút feledtető, gondűző, elgondolkodtató, szíveket megérintő történetek és morzsákok, 2011)
- ... fuss el véle! (A Mosolyszüret 4. porciója; Vidám, búröptető, gondűző, elgondolkodtató, szíveket megérintő történetek és morzsákok..., hámorgásokkal itt-ott, szerzői kiadás, 2013)
- Szél kedvese (A Mosolyszüret 5. porciója; Vidám, búröptető, gondűző, elgondolkodtató, szíveket megérintő történetek, morzsákok és hantaplinták..., hámorgásokkal itt-ott, szerzői kiadás, szerzői kiadás, 2014)
- Póczikbombák ...avagy amikor még a félistenek ablakot mostak, szerzői kiadás, 2015
- Csodacsákó (Győrben játszódó, napközben is olvasható esti mesék, szerzői kiadás, 2016)
- Mosolyszüret java-borsa (Mazsolázás az eddigi öt porcióból + 6. ráadásdózis; Vidám, búröptető, gondűző, elgondolkodtató, szívet megérintő, lelket simogató történetek, morzsákok és hantaplinták..., hámorgásokkal itt-ott, Kurcsis László rajzaival, szerzői kiadás 2017)

## Forrás
- Az OSZK katalógusa

## További információ
- Kortárs magyar írók, 1945-1997 : bibliográfia és fotótár. Szerk. F. Almási Éva. Budapest: Enciklopédia. 1998–2000.
- „Kinyílok, ahogy a könyveimben régről szokásom”: Interjú Hámor Vilmossal. www.gyoriszalon.hu (2016. november 15.)  (Hozzáférés: 2020. október 23.)